# Michael Brinkenstjärna
Michael Brinkenstjärna, egentligen Bo Robert Michael Celeste, ogift Brinkenstjärna, ursprungligen Persson, född 23 februari 1966 i Malmö, är en svensk musiker, DJ och manager.

## Biografi
Brinkenstjärna är uppväxt i Furulund i Kävlinge kommun i Skåne. Han blev känd i Sverige genom sin medverkan i discjockeyförmedlingen Disco & company 1983. Han började spela på skoldiscon redan i tonåren. En sommar på 1980-talet började han spela på nöjesstället Vägasked, "det var där allting började" har Brinkenstjärna sagt. Han har släppt 23 singlar och fem album.
Brinkenstjärna har varit manager för artister och dokusåpastjärnor, såsom Joakim Lundell, Ronny & Ragge, Magdalena & Hannah Graaf, Naken-Janne, Svullo, Robinson-Robban, Aqua och Leila K. Han har jobbat med bland annat Izabella Scorupco, Basic Element, Mendez, Linda Rosing och Natacha Peyre.
Brinkenstjärna har agerat manager och bokare åt bland andra Medina, Niello, The Poodles, Style, Rongedal och Niclas Wahlgren.
År 2013 tilldelades Brinkenstjärna Johnny Bode-priset.